# Infiltration

Tvärsnitt av en sluttning som visar vadoszonen, kapillärkanten, vattenytan, och freatisk eller mättad zon. (Källa: United States Geological Survey.)

Infiltration är den process genom vilken vatten på markytan tränger ner i marken istället för att forslas bort genom ytavrinning. Den används ofta inom både hydrologi och markvetenskap. Infiltrationskapaciteten definieras som den maximala infiltrationshastigheten. Det mäts oftast i meter per dygn men kan även mätas i andra distansenheter över tid om det behövs. Infiltrationsförmågan minskar när fukthalten i markens ytskikt ökar. Om nederbördshastigheten överstiger infiltrationshastigheten sker vanligtvis avrinning om det inte finns någon fysisk barriär.
Infiltration kan göras på konstgjord väg för att framställa grundvatten. Så sker på flera håll i Sverige, bland annat Uppsala renar sitt dricksvatten på detta sätt.
Infiltrometrar, parametrar och regnsimulatorer är alla enheter som kan användas för att mäta infiltrationshastighet.
Infiltration orsakas av flera faktorer som gravitation, kapillärkrafter, adsorption och osmos. Olika markegenskaper kan också spela en roll för att bestämma hastigheten med vilken infiltration sker.

## Faktorer som påverkar infiltration

### Nederbörd
Nederbörd kan påverka infiltrationen på många sätt. Mängden, typen och varaktigheten av nederbörden har alla en inverkan. Regn leder till snabbare infiltrationshastighet än någon annan nederbördshändelse, som snö eller blötsnö. Mängdmässigt gäller att ju mer nederbörd som förekommer, desto mer infiltration kommer att ske tills marken når mättnad, varvid infiltrationskapaciteten uppnås. Nederbördens varaktighet påverkar också infiltrationskapaciteten. Inledningsvis när nederbördshändelsen först börjar sker infiltrationen snabbt eftersom jorden är omättad, men allt eftersom tiden går avtar infiltrationshastigheten när jorden blir mer mättad. Detta förhållande mellan nederbörd och infiltrationskapacitet avgör också hur mycket avrinning som kommer att ske. Om nederbörden inträffar i en hastighet som är snabbare än infiltrationskapaciteten kommer avrinning att ske.

### Markens karaktär
Jordens porositet är avgörande för att bestämma infiltrationskapaciteten. Jordar som har mindre porstorlekar, såsom lera, har lägre infiltrationskapacitet och långsammare infiltrationshastighet än jordar som har stora porstorlekar, som sand. Ett undantag från denna regel är när leran finns i torra förhållanden. I detta fall kan marken utveckla stora sprickor som leder till högre infiltrationsförmåga.
Markpackning påverkar också infiltrationsförmågan. Komprimering av jordar resulterar i minskad porositet i jordarna, vilket minskar infiltrationskapaciteten.
Hydrofoba jordar kan utvecklas efter att skogsbränder har inträffat, vilket avsevärt kan minska eller helt förhindra infiltration från att inträffa.

### Markens vatteninnehåll
Jord som redan är mättad har inte längre kapacitet att hålla mer vatten, därför har infiltrationskapaciteten uppnåtts och hastigheten kan inte öka förbi denna punkt. Detta leder till mycket mer ytavrinning. När marken är delvis mättad kan infiltration ske i måttlig takt och helt omättade jordar har den högsta infiltrationskapaciteten.

### Organiskt material i marken
Organiska material i marken (såväl växter som djur) ökar alla infiltrationsförmågan. Vegetationen innehåller rötter som sträcker sig in i jorden vilket skapar sprickor och porer i jorden, vilket möjliggör snabbare infiltration och ökad kapacitet. Vegetation kan också minska markens ytkomprimering vilket återigen möjliggör ökad infiltration. När ingen vegetation finns kan infiltrationshastigheten vara mycket låg, vilket kan leda till överdriven avrinning och ökade erosionsnivåer. I likhet med vegetation skapar djur som gräver sig ner i jorden också sprickor i markstrukturen.

### Markytans täckning

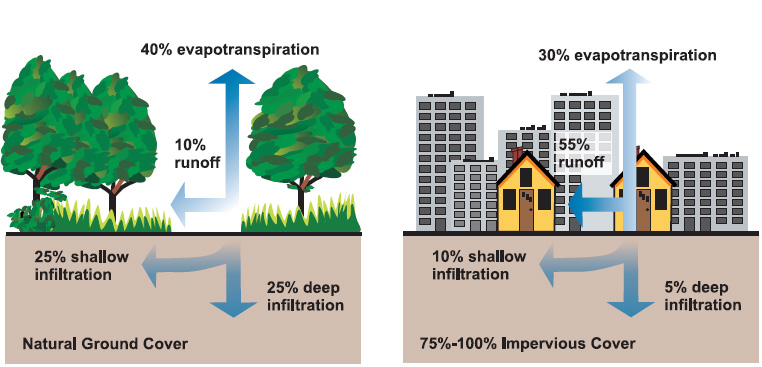
Förhållande mellan ogenomträngliga ytor och infiltration

Om marken är täckt av ogenomträngliga ytor, som gatumark, kan infiltration inte ske eftersom vattnet inte kan infiltrera genom en ogenomtränglig yta. Detta förhållande leder också till ökad avrinning. Områden som är ogenomträngliga har ofta stormavlopp som rinner direkt ut i vattendrag, vilket innebär att ingen infiltration sker.
Vegetativ täckning av marken påverkar också infiltrationsförmågan. Vegetativ täckning kan leda till mer upptagning av nederbörd, vilket kan minska intensiteten vilket leder till mindre avrinning och mer upptagning. Ökat överskott av vegetation leder också till högre nivåer av evapotranspiration som kan minska infiltrationshastigheten. Skräp från vegetation som lövtäcke kan också öka infiltrationshastigheten genom att skydda jordarna från intensiva nederbördshändelser.
På halvtorra savanner och gräsmarker beror infiltrationshastigheten för en viss jord på hur stor andel av marken som täcks av strö och basaltäcket av fleråriga grästuvor. På sandiga lerjordar kan infiltrationshastigheten under ett ströskydd vara nio gånger högre än på kala ytor. Den låga infiltrationshastigheten i kala områden beror främst på närvaron av en jordskorpa eller yttätning. Infiltrationen genom basen av en tuva är snabb och tuvorna leder vatten mot dess egna rötter.

### Lutning
När markens lutning är högre sker avrinning lättare vilket leder till lägre infiltrationshastighet.

## Process
Infiltrationsprocessen kan fortsätta endast om det finns utrymme tillgängligt för ytterligare vatten vid markytan. Den tillgängliga volymen för ytterligare vatten i marken beror på jordens porositet och den hastighet med vilken tidigare infiltrerat vatten kan röra sig bort från ytan genom marken. Den maximala hastigheten för att vatten kan komma ner i marken i ett givet tillstånd är infiltrationskapaciteten. Om vattnets ankomst till markytan är mindre än infiltrationskapaciteten, analyseras det ibland med hjälp av hydrologitransportmodeller, matematiska modeller som tar hänsyn till infiltration, avrinning och kanalflöde för att förutsäga flodflöden och flödesvattenkvalitet.